# Tenexco, Chalma
Tenexco är en ort i Mexiko.   Den ligger i kommunen Chalma och delstaten Veracruz, i den sydöstra delen av landet, 220 km norr om huvudstaden Mexico City. Tenexco ligger 208 meter över havet och antalet invånare är 307.
Terrängen runt Tenexco är platt åt nordost, men åt sydväst är den kuperad. Runt Tenexco är det ganska tätbefolkat, med 248 invånare per kvadratkilometer. Närmaste större samhälle är Huejutla de Reyes, 12,2 km söder om Tenexco. Omgivningarna runt Tenexco är en mosaik av jordbruksmark och naturlig växtlighet.